# Fort Gibson
Fort Gibson is een plaats (town) in de Amerikaanse staat Oklahoma, en valt bestuurlijk gezien onder Cherokee County en Muskogee County.

## Demografie
Bij de volkstelling in 2000 werd het aantal inwoners vastgesteld op 4054.
In 2006 is het aantal inwoners door het United States Census Bureau geschat op 4294, een stijging van 240 (5.9%).

## Geografie
Volgens het United States Census Bureau beslaat de plaats een oppervlakte van
36,3 km², waarvan 34,8 km² land en 1,5 km² water.

## Plaatsen in de nabije omgeving
De onderstaande figuur toont nabijgelegen plaatsen in een straal van 20 km rond Fort Gibson.